# Küppel

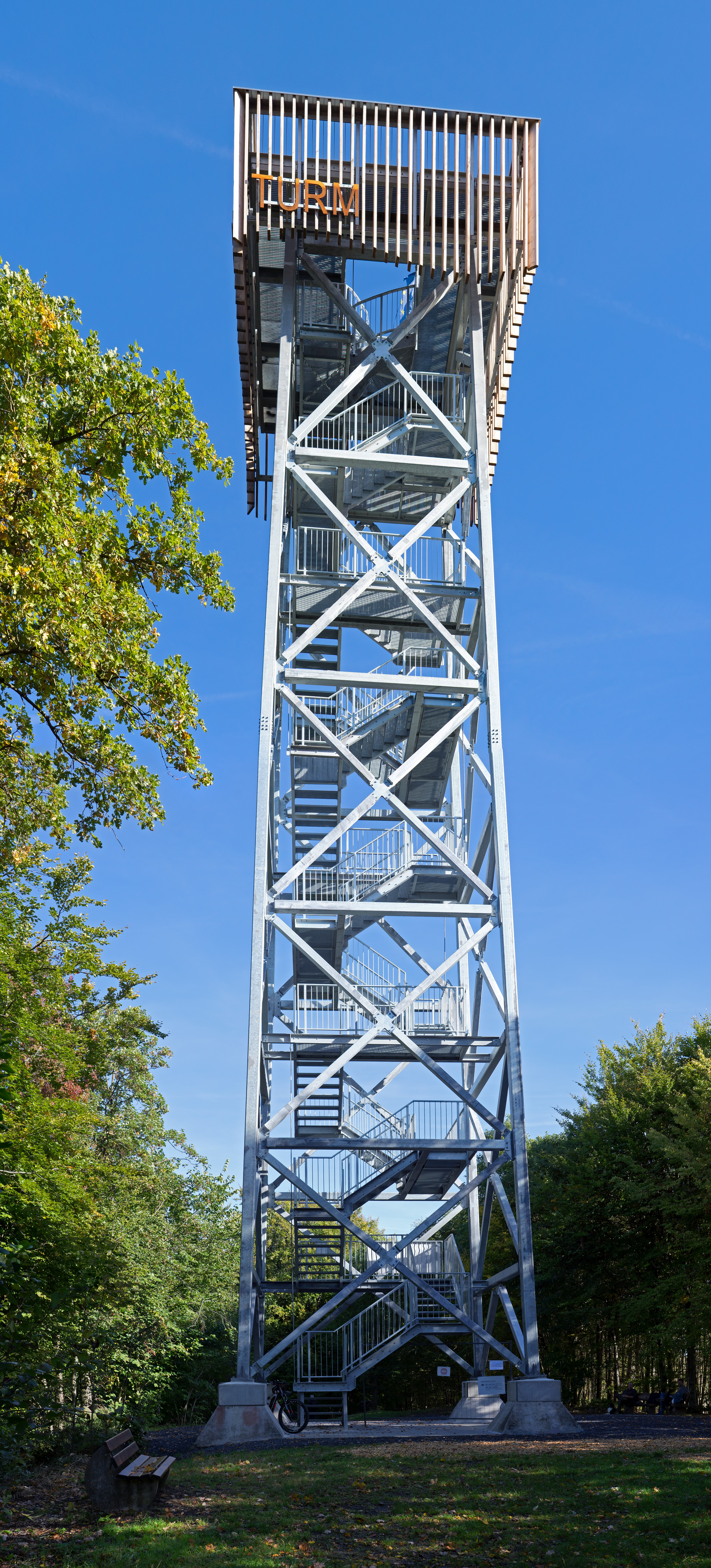
Der vierte Küppelturm

Der Küppel im Arnsberger Wald ist ein 422,6 m ü. NHN hoher Berg bei Freienohl im nordrhein-westfälischen Hochsauerlandkreis. Auf dem bewaldeten Berg befinden sich die Wallanlage Schiedlike Borg, die Küppelkapelle, der Küppelturm und eine Sendeanlage.

## Geographie

### Lage
Der Küppel erhebt sich im Sauerland am Ende eines südlichen Ausläufers des Arnsberger Waldes – steil über dem Tal der Ruhr. Der Gipfel des zum Naturpark Arnsberger Wald gehörenden Berges liegt jenseits des Flusses etwa 900 m ostnordöstlich von Freienohl, einem Ortsteil von Meschede.
Auf der Südostflanke des Berges entspringt das kleine Küppelsiepen, das zum Einzugsgebiet des südlich fließenden Ruhr-Zuflusses Bremke gehört. Auf seinem Nordhang liegt die Quelle eines kleinen namenlosen Zuflusses des nördlich verlaufenden Ruhr-Zuflusses Giesmecke.

### Naturräumliche Zuordnung
Der Küppel gehört in der naturräumlichen Haupteinheitengruppe Süderbergland (Nr. 33), in der Haupteinheit Nordsauerländer Oberland (334) und in der Untereinheit Oeventroper Ruhrtal (334.1) mit der Wenemmer Mark zum Naturraum Glösingen-Enster Hänge (334.12). Die Landschaft fällt nach Westen in den Naturraum Oeventroper Ruhrtalgrund (334.11) ab und nach Südwesten in den ruhraufwärts gelegenen Naturraum Wennemer Ruhrtalweite (335.50), der in der Haupteinheit Sauerländer Senken (335) zur Untereinheit Mescheder Kammer (335.5) zählt.

### Berghöhe
Der Küppel ist 422,6 m hoch. Der vielfach als Berghöhe genannte Wert von 413 m bezieht sich auf einen Messpunkt, der etwa 75 m südwestlich des Gipfels und auf 413,1 m Höhe liegt.

## Schutzgebiete
An den Nordfuß des Küppels stoßen Teile des Naturschutzgebiets Giesmecketal (CDDA-Nr. 163323; 1993 ausgewiesen; 19,23 ha groß). Auf dem Berg liegen solche des Landschaftsschutzgebiets (LSG) Meschede (CDDA-Nr. 555561347; 1994; 159,3404 km²). Am Westfuß befindet sich das zweiteilige LSG Ruhrtal östlich Freienohl (CDAA-Nr. 555561556; 1994; 6,42 ha). An diesen Bergfuß stoßen mit der dortigen Ruhr Teile des Fauna-Flora-Habitat-Gebiets Ruhr (FFH-Nr. 4614-303; 5,2556 km²). Bis auf nach Osten weiter in die Wenemmer Mark überleitende Hochlagen reichen Teile des FFH-Gebiets Arnsberger Wald (FFH-Nr. 4514-302; 79,9159 km²).

## Wallburg und Kapelle
Auf der Gipfelregion des Küppels liegt die noch undatierte Schiedlike Borg, eine 7,7 ha große Wallanlage, von der noch Wallreste, Gräben und Terrassen vorhanden sind. Auf dem unteren Teil des Bergwesthangs steht seit 1902 auf etwa 255 m Höhe die Küppelkapelle; vorbei führt der Untere Küppelweg, und von dort fällt der Blick hinab auf Freienohl.

## Küppelturm

### Erster und zweiter Turm
Auf dem Gipfel des Küppels standen bisher drei Aussichtstürme. Die Geschichte dieser Küppeltürme begann im Jahr 1932, als auf dem Berg im Gelände der ehemaligen Wallanlage Schiedlike Borg erstmals ein hölzerner Aussichtsturm errichtet wurde. Dieser Turm verfiel mit den Jahren, wurde 1955 erstmals gesperrt und später abgerissen. 1959 wurde dann ein zweiter Holzturm aufgestellt. Nachdem auch dieser baufällig geworden war, wurde er 1983 abgerissen.

### Dritter und vierter Küppelturm
Im Jahr 1983 wurde wiederum in Holzbauweise der dritte Küppelturm errichtet, der 26 m hoch war. 125 Stufen führten über neun Zwischenebenen zur Aussichtsplattform. Von dort bot sich ein weitreichender Blick über die Höhenzüge des Sauerlandes unter anderem mit der Hunau und dem Stüppel, in das Ruhrtal mit Freienohl und hinüber zu angrenzenden Gemeinden.
Nachdem der Turm in den Jahren 2004 und 2013 saniert worden war, wurde im August 2015 bei einer Routinekontrolle durch Probebohrungen festgestellt, dass das Holz der Turmkonstruktion an bestimmten Stellen auf allen vier Seiten im Kern verfault war. Die Tragfähigkeit des Turms war nicht mehr gegeben. Daraufhin wurde der Turm und sein Umfeld sicherheitshalber bis auf Weiteres gesperrt.
Im August 2016 wurde der Neubau des Küppelturms beschlossen. Er soll als holzverkleidete Stahlkonstruktion errichtet werden, um witterungsbeständiger und somit langlebiger zu sein als der bisherige Turm. Die Kosten des neuen Turmes belaufen sich Schätzungen zufolge auf etwa 450.000 Euro, wobei auch Gelder durch Fördermittel eingeplant sind und Spenden nötig wären. Im Oktober 2017 wurde der dritte Küppelturm vom selben Unternehmen abgetragen, das ihn schon 1983 errichtet hatte.
Im September 2022 wurde schließlich der nunmehr vierte Küppelturm feierlich eingeweiht und der Öffentlichkeit übergeben. Die Aussichtskanzel befindet sich in 28 Metern Höhe (und damit bei 450 m ü. NHN) und ist über 140 Stufen zu erreichen.  
Gemeinhin wird der Küppelturm als Wahrzeichen der Freiheit Freienohl angesehen. Er ist ein beliebtes Aussichts- und Wanderziel. Seit einigen Jahren leuchtet nachts zur Osterzeit ein von weither sichtbares Kreuz von der Aussichtsplattform und vor Weihnachten findet sich an dieser Stelle ein ebenfalls hell strahlender Stern. Zudem soll die Turmspitze bald wieder ganzjährig von einer in den Freienohler Farben "blau-weiß" gehaltenen und mit dem Ortswappen versehenen Wetterfahne geschmückt werden.

## Galerie

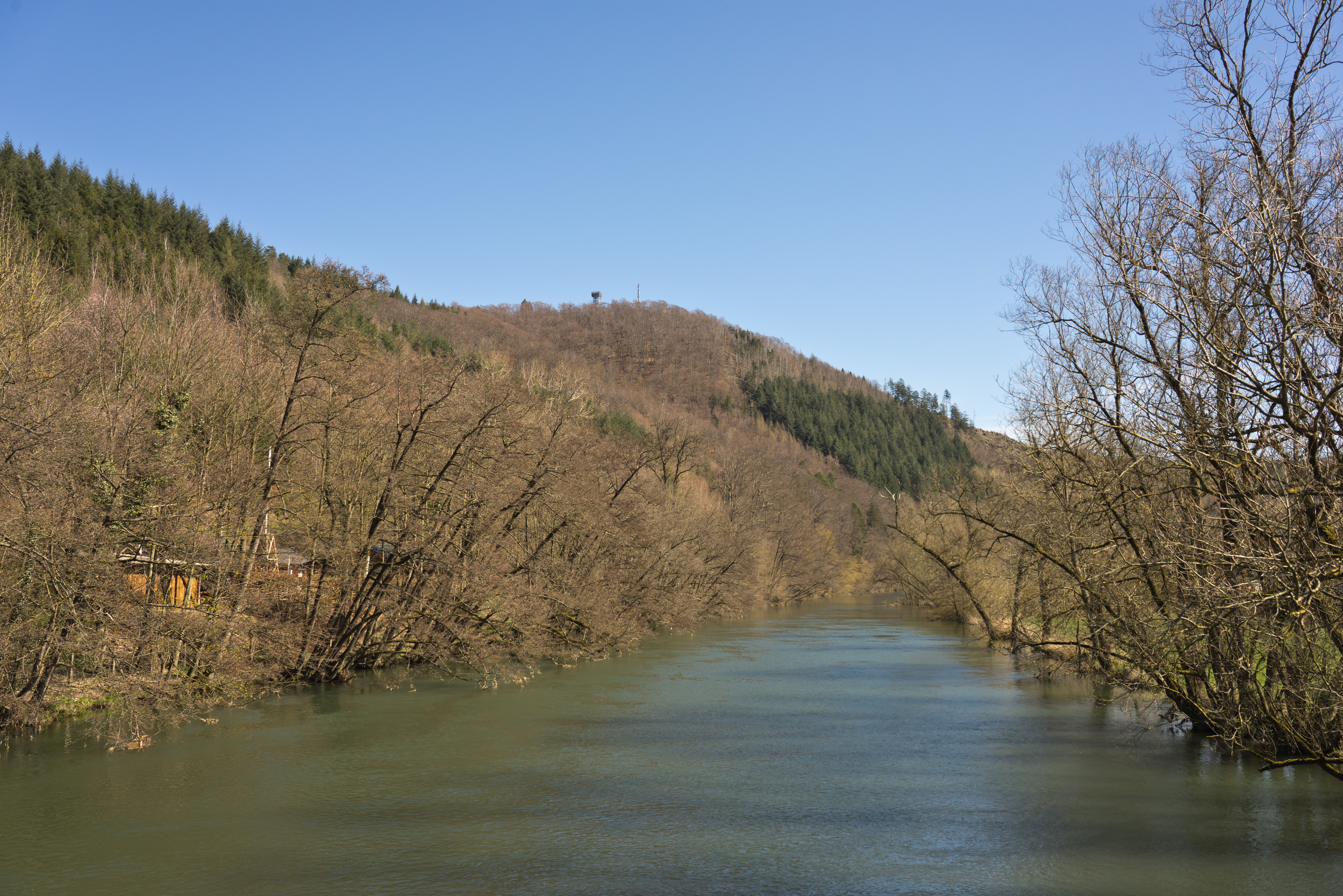
Ansicht des Berges von Westen. Im Vordergrund die Ruhr
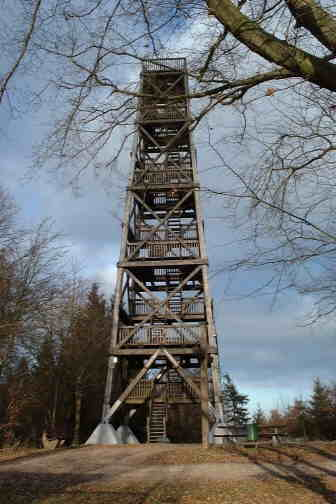
Der dritte Küppelturm
360°–Panoramaaufnahme vom Küppelturm